# Gynacantha chaplini
Gynacantha chaplini — вид бабок з родини коромисел (Aeschnidae). Описаний у 2021 році.

## Назва
Вид названо на честь легендарного британського актора Чарлі Чапліна, оскільки трапецієподібне маркування постфронтів цього виду нагадало автору таксона знакові вуса Чапліна.

## Поширення
Ендемік Бангладеш. Виявлений у північно-східній частині країни.

## Опис
Відрізняється від споріднених видів темно-коричневим маркуванням у формі трапеції на постфронтах.